# ألفونس دس جوزيف جورج
ألفونس دس جوزيف جورج (بالفرنسية: Alphonse Georges)‏ هو مسؤول فرنسي، ولد في 19 أغسطس 1875 في مونلوسون في فرنسا، وتوفي في 24 أبريل 1951 في باريس في فرنسا.